# Chalcosyrphus nigromaculatus
Chalcosyrphus nigromaculatus är en tvåvingeart som först beskrevs av Jones 1917.  Chalcosyrphus nigromaculatus ingår i släktet mulmblomflugor, och familjen blomflugor. Inga underarter finns listade i Catalogue of Life.